# Under Cover of Darkness
"Under Cover of Darkness" é o primeiro single do quarto álbum do The Strokes intitulado Angles, lançado online em 09 de fevereiro de 2011, ficou por 48 horas de graça, e foi lançado no mundo em 11 de fevereiro de 2011. É o seu primeiro single em cinco anos após o seu lançamento em 2006 de You Only Live Once.

## Videoclipe
O videoclipe foi lançado no dia 2 de março de 2011 e foi dirigido por Warren Fu.
Todo vídeo foi filmado no "Loew's Jersey Theatre" em Nova Jersey no dia 17 de fevereiro de 2011.
O vídeo começa com um trecho do clipe da música "You Only Live Once", e contém uma referência a música "Last Nite". A referência ocorre quando Julian Casablancas lança seu pedestal do microfone (exatamente como ele fez no vídeo de "Last Nite") na parte em que a música diz: "todo mundo cantando a mesma música há 10 anos (Everybody's singing the same song for ten years)".

## Faixas
Download Digital
1. "Under Cover of Darkness" - 3:55

Vínil
1. "Under Cover of Darkness" - 3:55
2. "You're So Right" - 2:34

## Referencias
1. ↑  «The Strokes single "Under Cover of Darkness" em download gratuito hoje (e só por 48 horas)=». 9 de fevereiro de 2011. Consultado em 18 de dezembro de 2020
2. ↑  https://www.muzplay.net/blog/moralis/29350/strokes-divulgam-novo-single-under-cover-of-darkness-estara-disponivel-por-48